# CMLL世界ヘビー級王座
CMLL世界ヘビー級王座は、CMLLが管理、認定している王座。

## 歴代王者
| 歴代   | 選手                         | 戴冠回数 | 獲得日付       | 獲得場所                   |
| ------ | ---------------------------- | -------- | -------------- | -------------------------- |
| 初代   | コナン・エル・バルバロ       | 1        | 1991年6月9日   | メキシコシティ             |
| 第2代  | シエン・カラス               | 1        | 1991年8月18日  | ヌエボ・レオン州モンテレイ |
| 第3代  | ブラック・マジック           | 1        | 1992年11月20日 | メキシコシティ             |
| 第4代  | ブラソ・デ・プラタ           | 1        | 1993年6月27日  | メキシコシティ             |
| 第5代  | シルバー・キング             | 1        | 1994年7月28日  | モレロス州クエルナバカ     |
| 第6代  | アポロ・ダンテス             | 1        | 1995年6月23日  | メキシコシティ             |
| 第7代  | ラヨ・デ・ハリスコ・ジュニア | 1        | 1996年4月14日  | メキシコシティ             |
| 第8代  | スティール                   | 1        | 1997年4月18日  | メキシコシティ             |
| 第9代  | ウニベルソ・ドスミル         | 1        | 1997年10月17日 | メキシコシティ             |
| 第10代 | ラヨ・デ・ハリスコ・ジュニア | 2        | 1998年9月13日  | ハリスコ州グアダラハラ     |
| 第11代 | ウニベルソ・ドスミル         | 2        | 1999年12月10日 | メキシコシティ             |
| 第12代 | ミステル・ニエブラ           | 1        | 2003年4月18日  | メキシコシティ             |
| 第13代 | ウニベルソ・ドスミル         | 3        | 2004年10月12日 | メキシコシティ             |
| 第14代 | ドス・カラス・ジュニア       | 1        | 2007年7月8日   | メキシコシティ             |
| 第15代 | ウルティモ・ゲレーロ         | 1        | 2008年12月22日 | プエブラ州プエブラ         |
| 第16代 | エクトール・ガルサ           | 1        | 2011年11月12日 | メキシコシティ             |
| 第17代 | エル・テリブレ               | 1        | 2012年1月1日   | メキシコシティ             |
| 第18代 | マキシモ・セクシー           | 1        | 2015年1月30日  | メキシコシティ             |
| 第19代 | マルコ・コルレオーネ         | 1        | 2017年6月6日   | ハリスコ州グアダラハラ     |
| 第20代 | ウルティモ・ゲレーロ         | 2        | 2018年10月16日 | メキシコシティ             |
| 第21代 | エチセロ                     | 1        | 2021年9月24日  | メキシコシティ             |
| 第22代 | グラン・ゲレーロ             | 1        | 2022年11月7日  | プエブラ州プエブラ         |